# Todd Akin
Pour les articles homonymes, voir Akin.
William Todd Akin (né le 5 juillet 1947 à New York et mort le 3 octobre 2021 à Wildwood au Missouri) est un homme politique américain, membre du Parti républicain. Il représente le deuxième district du Missouri à la chambre des représentants des États-Unis de 2001 à 2013. Candidat au Sénat des États-Unis en 2012, il est battu par la sénatrice sortante, Claire McCaskill.

## Chambre des représentants du Missouri
En 1988, Todd Akin fut élu pour représenter le comté de Town and Country et West County à la Chambre des représentants du Missouri. Il fut réélu en 1990 (59 %), 1992 (100 %), 1994 (70 %), 1996 (67 %) et 1998 (66 %).

## Chambre des représentants des États-Unis
En 2001, Todd Akin succède à Jim Talent à la Chambre des représentants des États-Unis.

## Candidature au Sénat des États-Unis
En mai 2011, Todd Akin annonce sa candidature à l'investiture républicaine pour le Sénat des États-Unis. Le 7 août 2012, il remporte l'investiture républicaine avec 36,05 % des voix. Ainsi, il affrontera la sénatrice démocrate Claire McCaskill lors de l’élection générale.
Le 21 août 2012, sur l'avortement, Akin déclare « ce que j'entends de la bouche des docteurs, la grossesse après un viol est très rare […]. S'il s'agit d'un véritable viol (legitimate rape), le corps de la femme essaie par tous les moyens de bloquer tout ça ». Ces propos controversés attirent une attention nationale pendant la campagne présidentielle. Le président Obama se déclare choqué par ces propos, tandis que le candidat républicain, Mitt Romney, les condamne et lui demande de retirer sa candidature. Malgré les pressions, Akin maintient sa candidature, tout en présentant ses excuses pour ses déclarations,.
Le 6 novembre 2012, Akin est largement battu en obtenant seulement 39,20 % des voix. La sénatrice sortante s'impose elle largement avec 54,71 %, cela en dépit d'une faible popularité et de la victoire de Mitt Romney dans l’État à l'élection présidentielle.
En 2014, il publie ses mémoires, Firing Back, et rétracte ses excuses en déclarant qu'elles valident alors la mauvaise interprétation de ses propos. Il dénonce un abandon du GOP face à la controverse et se dit victime d'un assassinat médiatique.